# Černobyl (film, 2014)
Černobyl (ukrajinsky Метелики (Metelyky)) je rusko-ukrajinské romantické filmové drama z roku 2014, filmová verze dřívějšího seriálu Metelyky z roku 2013. Film i seriál režíroval Vitalij Vorobjov.

## Příběh
Děj se točí okolo sedmnáctileté absolventky 10. třídy Aljy Širokové (Maria Pojezžajeva). Alja jede se svou starší sestrou, lékařkou Marjanou Širokovou (Evgenija Loza), k příbuzným do Pripjati. Když projíždí autem okolo jaderné elektrárny v Černobylu, automobil se porouchá a jsou nuceny zastavit, což způsobí, že se stanou svědkyněmi výbuchu čtvrtého reaktoru. Nevědíc, co se právě vlastně stalo, se vydávají pěšky do cíle své cesty.
K likvidaci havárie jsou povoláni vojáci a povolán do akce je i jejich společný otec major letectva Nikolaj Širokov (Andrej Kazakov). Před svým odletem vyšle vojína Pavla Deržavina (Jurij Borisov), který slouží v jeho jednotce, aby odnesl jeho dcerám vzkaz, že na něho mají čekat. Pavel vzkaz doručí. Alje se mladý Pavel zalíbí a pozve ho na oběd. Pavel se sice zprvu zdráhá a má strach, že by ho čekal trest od důstojníků, že se ihned nevrátil zpět, ale nakonec u Aljy zůstane. Během času, který spolu stráví, se do sebe zamilují. Mezitím se Aljina sestra podílí na ošetřování lidí zasažených radiací.
Po nějaké době je vyhlášena všeobecná evakuace obyvatelstva a všichni občané jsou odvezeni evakuačními autobusy pryč. Alja se však před policií schová, protože podle vzkazu, který obdržela, hodlá čekat doma na otce. Ten však pilotoval vrtulník, který zavadil vrtulemi o komín elektrárny a letadlo i s posádkou spadlo do otevřeného reaktoru. Pavel v doprovodu dvou důstojníků se vydává do domu, kde Alja zůstala, s tím, aby ji sdělili informaci o úmrtí otce a z oblasti ji vykázali. Alja se skryje a vyčká než vojáci odejdou. Pavel na místě zůstane a vydá se zpět do domu, kde Alje poví o úmrtí jejího otce. Alja, která tak zůstala úplně sama, žádá Pavla, ať s ní zůstane, ten se však vydává zpět k vojákům.
Vojáci jsou povoláni k tomu, aby se vydali na střechu jaderné elektrárny a zasypali otevřený reaktor, aby radioaktivní částice z něho dál neunikaly. Vojáci jsou rozděleni do tříčlenných skupin. Pavel je vyslán do akce spolu s Kazachem Ryskulovem a jedním dalším vojákem. Ryskulov se zblázní a sundá si svou ochrannou masku. Pavel si toho všimne a vydává se mu dát svojí, jenže Ryskulov ho napadne. Pavel se brání a odstrčí Ryskulova od sebe, jenže ten spadne do reaktoru. Pavel se ho vydá z reaktoru zachránit, jenže tím se ozáří radiací, je tak okamžitě převezen do lazaretu.
Po nějaké době se Pavlovi udělá dobře, jenže lékař mu nepřipisuje žádné dobré šance na přežití a rozhodne o jeho přesunu do Moskvy. Pavel se chce zase vidět s Aljou a tak uprchne za ní. Nalezne ji v jejím domě hladovou. Aby obstaral jídlo, vydá se do sousedních stavení, jenže zahlédne lupiče a stane se svědkem zabití jednoho z nich. Vydá se k mrtvole, aby místo ohledal, jenže ho zachytí členové policie a zajmou ho. Alja Pavla vysvobodí a následně spolu stráví milostnou noc v opuštěném městě. Pavlův stav se začne drasticky zhoršovat a Alja tak bezvládného Pavla odváží na vozíčku silnicí. Náhle se před ní zastaví autobus s vojáky, který odveze Pavla do moskevské nemocnice.
Alja se několikrát pokusí za Pavlem dostat, dokonce se pokusí uplatit primářku, ta se sice brání, ale nakonec ji k Pavlovi pustí. Další den zemře ve stejné nemocnici Marjana a krátce na to i Pavel. Alja zůstane úplně sama a navíc těhotná s Pavlem. Lékaři se snaží přesvědčit Alju, aby šla na potrat, ale nakonec z nemocnice uteče a porodí.
Film končí scénou vsazenou do současnosti, kdy se Aljina dcera, Dáša, vydává na exkurzi do černobylské oblasti. V Černobylu vyhledá zničenou telefonní budku, kam během milostné noci vyryl Pavel jeho a Aljino jméno mincí do stěny. Dáša na telefonní aparát položí panenku a odjíždí s exkurzí pryč. Na konci je sděleno, že po porodu Alja zemřela a Dáša vyrůstala v dětském domově.

## Produkce
Film vznikl spojením scén čtyřdílného seriálu premiérově odvysílaného rok před premiérou filmu. Film a seriál natočilo studio Film.ua.
Scény se natáčely převážně v Chersonské oblasti, v Kyjevě a v regionu u města Slavutyč. Některé prvky města Pripjať byly do snímku vloženy pomocí počítačové grafiky. Aby bylo dosaženo autentičnosti s dobou, filmové studio sesbíralo dohromady několik autobusů Ikarus (žlutými autobusy této značky byly obyvatelé Pripjati evakuováni ve skutečnosti), dále bylo sesbíráno několik aut Žiguli.
Film i seriál byly natočeny v ruštině. Český dabing byl vyroben pouze pro film.

## Obsazení
| Maria Pojezžajeva    | Alja Široková a Dáša, dcera Aljy Širokové |
| Jurij Borisov        | Pavel Deržavin, milenec Aljy a otec Dášy  |
| Evgenija Loza        | Marjanou Širokovou, sestra Aljy           |
| Andrej Kazakov       | Nikolaj Širokov, otec Aljy a Marjany      |
| Stanislav Mělnik     | policista, starší seržant Strigunov       |
| Jurij Nazarov        | Ilarion                                   |
| Julia Rutbergová     | Sofija Michajlovna                        |
| Volodymyr Vinogradov | major Moskaljov                           |
| Maxim Zausalin       | Kuzyčov                                   |
| Tymur Bokanča        | Ljončik                                   |
| Iryna Maková         | Angelina Ivanovna                         |
| Azamat Nigmanov      | Ryskulov                                  |
| Jevgenij Sangadžyjev | uzbek                                     |
| Boris Orlov          | poručík Ivanov                            |
| Viktor Sarajkin      | plukovník Petrov                          |
| Konstjantyn Kostyšin | vojenský lékař                            |
| Irma Vitovska        | kadeřnice                                 |